# 稲城市立城山小学校
稲城市立城山小学校（いなぎしりつ しろやま しょうがっこう）は、東京都稲城市向陽台にある公立の小学校である。

## 概要
稲城市の向陽台地区内に存在し、多摩ニュータウン内2校目として設立した小学校である。

### 教育目標
よく考える子　思いやりのある子　すすんでやる子　元気な子

## 活動
- 本校は持続発展教育（ESD）に取り組み、ユネスコスクールに加盟している。

### 委員会活動
- 代表委員会・環境委員会・集会委員会・保健委員会・図書委員会・体育委員会・音楽委員会・放送委員会・給食委員会（平成26年度現在）

### 年間行事
- 5月下旬：運動会
- 11月下旬：学習発表会

## 通学区域
- 向陽台一丁目・向陽台六丁目[1]

## 進学先中学校
- 稲城市立稲城第五中学校　-　上記の本校の通学区域全て同中学校への進学である[2]。

## 交通アクセス
- JR南武線南多摩駅から徒歩18分、京王相模原線稲城駅から徒歩15分。稲城駅からバス利用の場合、京王バスまたは小田急バス運行の長峰行き（稲11系統）、それを経由する若葉台駅（京王線）行き（稲12）、新百合ヶ丘駅（小田急線）からの稲城市立病院行き（新05）のいずれかに乗車し、向陽台六丁目下車徒歩3分（若葉台駅や新百合ヶ丘駅からのバス利用も可能）。